# Christian August Vogler
Christian August Vogler (* 16. Mai 1841 in Wiesbaden; † 3. April 1925 in Berlin) war ein deutscher Geodät und Hochschullehrer.

## Leben
Christian August Vogler, Sohn eines Wiesbadener Arztes, wechselte 1856 nach dem Besuch der Grundschule und des Gymnasiums in Wiesbaden an die dortige Militärschule, an der er neben den üblichen Schulfächern auch in Topografie, Planzeichnen, Vermessungs- und Instrumentenkunde unterrichtet wurde. Nachdem er das erste und zweite Offiziersexamen abgelegt hatte, war er noch drei Jahre als Lehrer an der Militärschule tätig. Anschließend ging er zum Studium der Ingenieurwissenschaften an die Polytechnische Schule München.
1868 berief ihn Karl Maximilian von Bauernfeind zur Durchführung von Präzisionsnivellements als Assistent an die Bayerische Gradmessungskommission in München. Nebenher hörte er an der Polytechnischen Schule und der Ludwig-Maximilians-Universität in München Vorlesungen in Mathematik, Physik und Astronomie. 1873 wurde er an der Ludwig-Maximilians-Universität bei Gustav A. Bauer mit einer Dissertation zum Thema: Über Ziele und Hülfsmittel Geometrischer Präcisions-Nivellements, in der das geometrische Nivellement erstmals umfassend wissenschaftlich dargestellt wurde, zum Dr. phil. promoviert. 1874 wurde er auf Vermittlung von Friedrich Robert Helmert als Privatdozent an die Polytechnische Schule Aachen berufen.
1880 wechselte er als ordentlicher Lehrer für Vermessungskunde an die Landwirtschaftliche Akademie in Bonn-Poppelsdorf. Mit der Antrittsvorlesung Die geodätischen Aufgaben der Gradmessung habilitierte er sich im Wintersemester 1880/81 an der philosophischen Fakultät der Rheinischen Friedrich-Wilhelms-Universität Bonn, die ihn 1882 zum außerordentlichen Professor ernannte. Am 1. April 1883 wurde er als ordentlicher Professor der Geodäsie an das neu geschaffene geodätische Institut der Landwirtschaftlichen Hochschule Berlin berufen. Im Wunsch Voglers vom Februar 1883, an der Berliner Universität „Vorlesungen über Geodäsie halten zu dürfen“, glaubte die philosophische Fakultät „ein dringendes Bedürfniß zunächst nicht zu erkennen“. 1893 schlug er einen Ruf auf den Lehrstuhl der Geodäsie der Technischen Hochschule Dresden als Nachfolger von August Nagel aus. 1896 wurde er zum Mitglied der Deutschen Akademie der Naturforscher Leopoldina gewählt. Von 1900 bis 1902 war er Rektor der Landwirtschaftlichen Hochschule Berlin. 1921 wurde er nach Vollendung des achtzigsten Lebensjahres emeritiert.
Grundlegend war sein Standard-Werk: Grundlehren der Kulturtechnik, das 1896 erstmals erschien und noch weitere Auflagen erfuhr. Er konstruierte ein Präzisions-Nivellierinstrument, bei dem das Fernrohr mittels einer Höhenverstellung, einer am Instrument befestigten Glasskala und einem Skalenmikroskop auf Hundertstelmillimeter genau in vertikaler Richtung angehoben oder gesenkt werden konnte. Für Präzisionsnivellements ersetzte er die wenig geeigneten Holzlatten durch mit Metallthermometern versehenen Stahllatten. Mit Messgeräten und persönlichem Rat unterstützte er die archäologischen Untersuchungen, Vermessungen und Ausgrabungen auf der Insel Thera. Auf seine Anregung wurde 1905 die Kleinrechenmaschine Gauss von der Firma Mercedes entwickelt.
Christian August Vogler galt die ungeteilte Verehrung seiner Schüler. 1903 wurde ihm die Ehrenmitgliedschaft der Verbindung Saxonia a. d. Kette, des späteren RSC-Corps Saxonia-Berlin verliehen.

## Auszeichnungen
- 1899: Ernennung zum Geheimen Regierungsrat durch die preußische Regierung
- 1911: Ernennung zum Dr.-Ing. E. h. der Technischen Hochschule München in Anerkennung seiner Verdienste um die Geodäsie in Forschung und Lehre
- 1921: Ernennung zum Dr. agr. E. h. der Landwirtschaftlichen Hochschule Berlin anlässlich seines 80. Geburtstag

## Veröffentlichungen
- Christian August Vogler: Über Ziele und Hülfsmittel Geometrischer Präcisions-Nivellements. Dissertation, München 1873; bsb-muenchen.de
- mit Hugo Feld: Graphische Barometertafeln zur Bestimmung von Höhenunterschieden durch eine blosse Subtraktion. Braunschweig 1880.
- Anleitung zum Entwerfen graphischer Tafeln und zu deren Gebrauch beim Sclmellrechnen, sowie beim Schnellquotiren mit Aneroid und Tachymeter[9]
- Grundzüge der Ausgleichungsrechnung: elementar entwickelt. Braunschweig 1883.
- Praktische Geometrie. Band 1, 1885; Band 2, 1894.
- Über die Einrichtung des geodätischen Studiums an der Landwirtschaftlichen Hochschule zu Berlin. In: Zeitschrift für Vermessungswesen, 1891, 20. Jahrgang, Heft 17, S. 465–474
- Abbildungen geodätischer Instrumente. Berlin 1892.
- Grundlehren der Kulturtechnik. Berlin 1896.
- Mehrteiliges Werk: Kulturtechnische Bücherei, begründet von Christian August Vogler. 5. neubearbeitete Auflage. Berlin 1922/1923; DNB 560182783
- Christian August Vogler: Geodätische Übungen für Landmesser u. Ingenieure. Teil 1: Feldübungen. Berlin 1910; DNB 36858139X
- Christian August Vogler: Geodätische Übungen für Landmesser u. Ingenieure. Teil 2: Winterübungen. Berlin 1913; DNB 368581403